# Liste der Stolpersteine in Waadhoeke

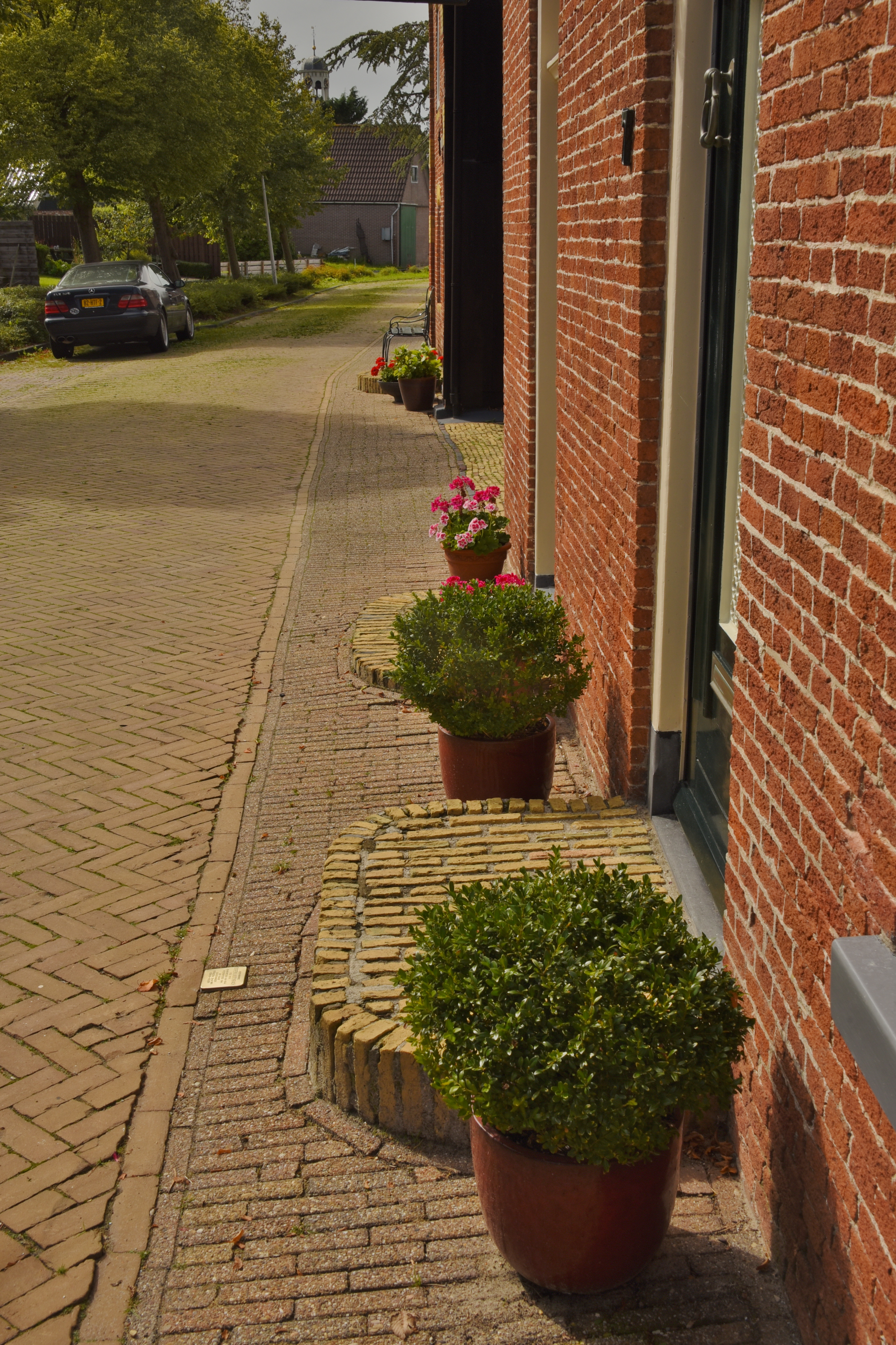
Stolperstein in Beetgum

Die Liste der Stolpersteine in Waadhoeke umfasst die Stolpersteine, die vom deutschen Künstler Gunter Demnig in Waadhoeke verlegt wurden, einer Gemeinde im Nordwesten der niederländischen Provinz Fryslân. Stolpersteine sind Opfern des Nationalsozialismus gewidmet, all jenen, die vom NS-Regime drangsaliert, deportiert, ermordet, in die Emigration oder in den Suizid getrieben wurden. Demnig verlegt für jedes Opfer einen eigenen Stein, im Regelfall vor dem letzten selbst gewählten Wohnsitz.
Die ersten, bislang einzigen Verlegungen in der Gemeinde Waadhoeke fanden am 15. April 2015 statt.

## Verlegte Stolpersteine
In Waadhoeke wurden bislang neun Stolpersteine an neun Adressen verlegt. Sie finden sich in fünf Ortsteilen, in Beetgum, Beetgumermolen, Berlikum, Marssum und Menaldum. (Stand Oktober 2021)
| Stolperstein                                        | Übersetzung | Verlegort                            | Name, Leben                                   |
| --------------------------------------------------- | --- | ------------------------------------ | --------------------------------------------- |
| Datei:Stolperstein für Wijbe Dijkstra (Beetgum).jpg | HIER WOHNTE WIJBE DIJKSTRA GEB. 1894 VERHAFTET 22.11.1943 1943 GRONINGEN GESTORBEN 25.4.1944 ZUIDLAREN                     | Beetgum, Berltsumerdyk 3             | Wijbe Dijsktra (1885–1943)                    |
|                                                     | HIER WOHNTE HIJLKE VAN DER HEIDE GEB. 1919 VERHAFTET 27.7.1944 GRONINGEN FÜSILIERT 6.9.1944 VUGHT                          | Beetgumermolen, J.H. van Aismawei 94 | Hijlke van der Heide (1919–1944), auch Hielke |
|                                                     | HIER WOHNTE REMET DE JONG GEB. 1911 VERHAFTET 20.2.1941 DEPORTIERT 1942 BERLIN ERMORDET JUNI 1944 RUSSLAND                 | Menaldum, Stoep langs Bitgumerdyk    | Remet de Jong (1911–1944)                     |
|                                                     | HIER WOHNTE MINNE KEESTRA GEB. 1918 ERSCHOSSEN 20.8.1942 AMELAND                                                           | Marssum, Skoallestrjitte 56          | Minne Keestra (1918–1942)                     |
|                                                     | HIER WOHNTE SIJBREN LAUTENBACH GEB. 1919 VERHAFTET 9.8.1944 DEPORTIERT 1944 SACHSENHAUSEN ERMORDET 25.4.1945 BERGEN-BELSEN | Berlikum, De Kamp 7                  | Sijbren Lautenbach (1919–1945)                |
|                                                     | HIER WOHNTE JACOB VAN DER PLAATS GEB. 1924 NIEDERGESCHOSSEN 20.10.1944 VERSTORBEN 20.10.1944 LEEUWARDEN                    | Beetgumermolen, Langestraat 80       | Jacob van der Plaats (1924–1944)              |
|                                                     | HIER WOHNTE LOLLE RONDAAN GEB. 1919 VERHAFTET 22.11.1943 FÜSILIERT 16.2.1944 HAARLEM-OVERVEEN                              | Beetgum, Berltsumerdyk 2             | Lolle Rondaan (1919–1944)                     |
|                                                     | HIER WOHNTE WILLEM SCHOLTEN GEB. 1907 VERHAFTET MAI 1943 DEPORTIERT 1944 NEUENGAMME ERMORDET 9.12.1944                     | Berlikum, Parkeerterrein Buorren     | Willem Scholten (1907–1944)                   |
|                                                     | HIER WOHNTE JAN ZIJLSTRA GEB. 1904 DEPORTIERT 1944 NEUENGAMME ERMORDET 1.1.1945                                            | Marssum, Binnenbuorren 3             | Jan Zijlstra (1904–1945)                      |

## Verlegedatum
- 15. April 2015